# Kwiatojad
Kwiatojad (Erophylla) – rodzaj ssaków z podrodziny jęzorników (Glossophaginae) w obrębie rodziny liścionosowatych (Phyllostomidae).

## Rozmieszczenie geograficzne
Rodzaj obejmuje gatunki występujące na Antylach.

## Morfologia
Długość ciała (bez ogona) 69–88 mm, długość ogona 10–19 mm, długość ucha 14–19 mm, długość tylnej stopy 13–17 mm, długość przedramienia 43–51 mm; masa ciała 13–21 g.

## Systematyka
Rodzaj zdefiniował w 1906 roku amerykański botanik i zoolog Gerrit Smith Miller w artykule zatytułowanym Dwanaście nowych rodzajów nietoperzy, opublikowanym w czasopiśmie „Proceedings of the Biological Society of Washington”. Gatunkiem typowym jest (oryginalne oznaczenie) kwiatojad brunatny (E. bombifrons).

### Etymologia
Erophylla: gr. αερο- aero- ‘latać’; φυλλον phullon ‘liść’.

### Podział systematyczny
Do rodzaju należą następujące gatunki:
| Grafika | Gatunek              | Autor i rok opisu   | Nazwa zwyczajowa   | Podgatunki   | Rozmieszczenie geograficzne                                                        | Podstawowe wymiary                                     | Status IUCN |
| ------- | -------------------- | ------------------- | ------------------ | ------------ | ---------------------------------------------------------------------------------- | ------------------------------------------------------ | ----------- |
|         | Erophylla bombifrons | (G.S. Miller, 1899) | kwiatojad brunatny | 2 podgatunki | Haiti, Dominikana i Portoryko                                                      | DC: 8–8,8 cm DO: 1,3–1,7 cm DP: 4,7–5,1 cm MC: 16–21 g | LC          |
|         | Erophylla sezekorni  | (J. Gundlach, 1861) | kwiatojad płowy    | 4 podgatunki | Bahamy, Turks i Caicos, Kuba (wraz z wyspą Isla de la Juventud), Kajmany i Jamajka | DC: 6,9–8,3 cm DO: 1–1,9 cm DP: 4,3–5,1 cm MC: 13–21 g | LC          |

Kategorie IUCN:  LC  – gatunek najmniejszej troski.